# 桂云花满族乡
桂云花满族乡是中华人民共和国辽宁省大連市庄河市下辖的一个民族乡。

## 行政区划
桂云花满族乡下辖以下村级行政区划单位：
桂云花村、岭东村、三道岭村、横道河村和头道岭村。